# Pivovar Šariš
Pivovar Šariš (wym. [ˈpɪvovar ˈʃarɪʃ]) – jeden z największych słowackich browarów z siedzibą w mieście Wielki Szarysz koło Preszowa.

## Historia
Kamień węgielny pod budowę Browaru Šariš wmurowano we wrześniu 1964 roku, natomiast pierwszą partię piwa uwarzono 26 maja 1967 roku. Po przeprowadzonej na początku lat 80. modernizacji roczną produkcję podniesiono do poziomu miliona hektolitrów w roku 1983. W sierpniu 1984 roku przekroczono granicę wyprodukowanych 10 milionów hl. W 1991 roku produkcję zwiększono po raz kolejny, tym razem do wysokości 1,2 miliona hektolitrów rocznie. Na skutek prywatyzacji państwowego dotąd browaru, Šariš zmienił właściciela – w 1997 roku został przejęty przez światowego potentanta SABMiller. W marcu 2000 roku rozpoczęto licencjonowaną produkcję piw czeskich marek Gambrinus oraz Velkopopovický Kozel, zaś rok później, w sierpniu, browar przekroczył granicę 20 milionów hl uwarzonych w zakładzie. W 2005 roku południowoafrykański koncern wykupił także Pivovar Topvar (Browar Topvar), który w 2007 roku został połączony z Šarišem w nową spółkę grupy SABMiller pod nazwą Pivovary Topvar (Browary Topvar). W 2008 roku w szaryskim browarze uruchomiono nową linię produkcyjną. Po zamknięciu w marcu 2010 roku browaru Topvar, całą słowacką produkcję przejął browar w Wielkim Szaryszu.

## Produkty
Uwaga! Wszystkie podane niżej oznaczenia procentów (%) i stopni (°) odnoszą się do zawartości ekstraktu brzeczki podstawowej, nie zaś zawartości alkoholu.
- Šariš
  - Šariš 12% Premium – jasne piwo dolnej fermentacji warzone tzw. metodą pilzneńską (pilzner); laureat 5 złotych, 5 srebrnych i 1 brązowego medalu na międzynarodowych targach jakości Monde Selection i Australian Beer Award[6],
  - Šariš 10% svetlý ležiak – jasne piwo dolnej fermentacji (lager); zdobywca 6 złotych, 1 srebrnego i 1 brązowego medalu, w tym słowackiej Srebrenej Korony Piwnej (Strieborná pivná korunka) w roku 2010[6],
  - Šariš 11% tmavý ležiak – ciemne piwo dolnej fermentacji warzone z czterech rodzajów słodu o charakterystycznym karmelowym posmaku; zdobywca 2 srebrnych i brązowego medalu[6][7],
  - Šariš Red polotmavý ležiak – piwo o ciemnobursztynowej barwie pochodzące z dolnej fermentacji (lager) o karmelowym smaku z silną domieszką goryczki[7],
  - Šariš Nefiltrované – jasne piwo niefiltrowane o wyraźnym drożdżowym posmaku[7],
  - Šariš 12% Nepasterizované – jasne piwo niepasteryzowane i niebutelkowane[7],
- Smädný mních
  - Smädný mních 10% – lekkie jasne piwo beczkowe[8],
  - Smädný mních Radler – napój alkoholowy na zawierający 42% piwa oraz kwas cytrynowy i naturalny sok z cytryny. Zawartość alkoholu 2,0%,
- Topvar
  - Topvar 12% svetlý ležiak – lager; laureat Srebrnej Korony Piwnej w roku 2010[9],
  - Topvar 10% svetlé výčapné pivo – jasne piwo beczkowe dolnej fermentacji o gorzkawym smaku chmielu i aromatu słodowego[9],
  - Topvar 11% tmavý výčapný ležiak – ciemny lager; laureat słowackiej Złotej Korony Piwnej (Zlatá pivná korunka) za rok 2009 i 2010[9],
  - Topvarkofa – gazowany napój bezalkoholowy[9]
- piwa zagraniczne produkowane w ramach oryginalnej licencji:
  - Gambrinus, 10% Svetlé výčapné pivo – czeskie jasne piwo beczkowe[10],
  - Master – piwo czeskie[11]
    - Master Polotmavý 13°,
    - Master Zlatý 15°,
    - Master Tmavý 18°,

  - Pilsner Urquell – czeski pilzner[12],
  - Radegast Birell – czeskie piwo bezalkoholowe (maksymalna zawartość alkoholu: 0,49%)[13],
  - Redd’s Apple – polskie piwo jabłkowe o niskiej zawartości alkoholu[14],
  - Velkopopovický Kozel – piwo czeskie[15]
    - Velkopopovický Kozel Světlý 10%,
    - Velkopopovický Kozel Medium 11%,
    - Velkopopovický Kozel Premium 12%.

W przeszłości w browarze produkowano także następujące piwa:
- Šariš:
  - 8% jasne,
  - 11% jasne,
  - 10% ciemne
  - 13% ciemne,
- Smädný mních:
  - 8% jasne,
  - 12% jasne,
- Jánošík:
  - 9% jasne[16].

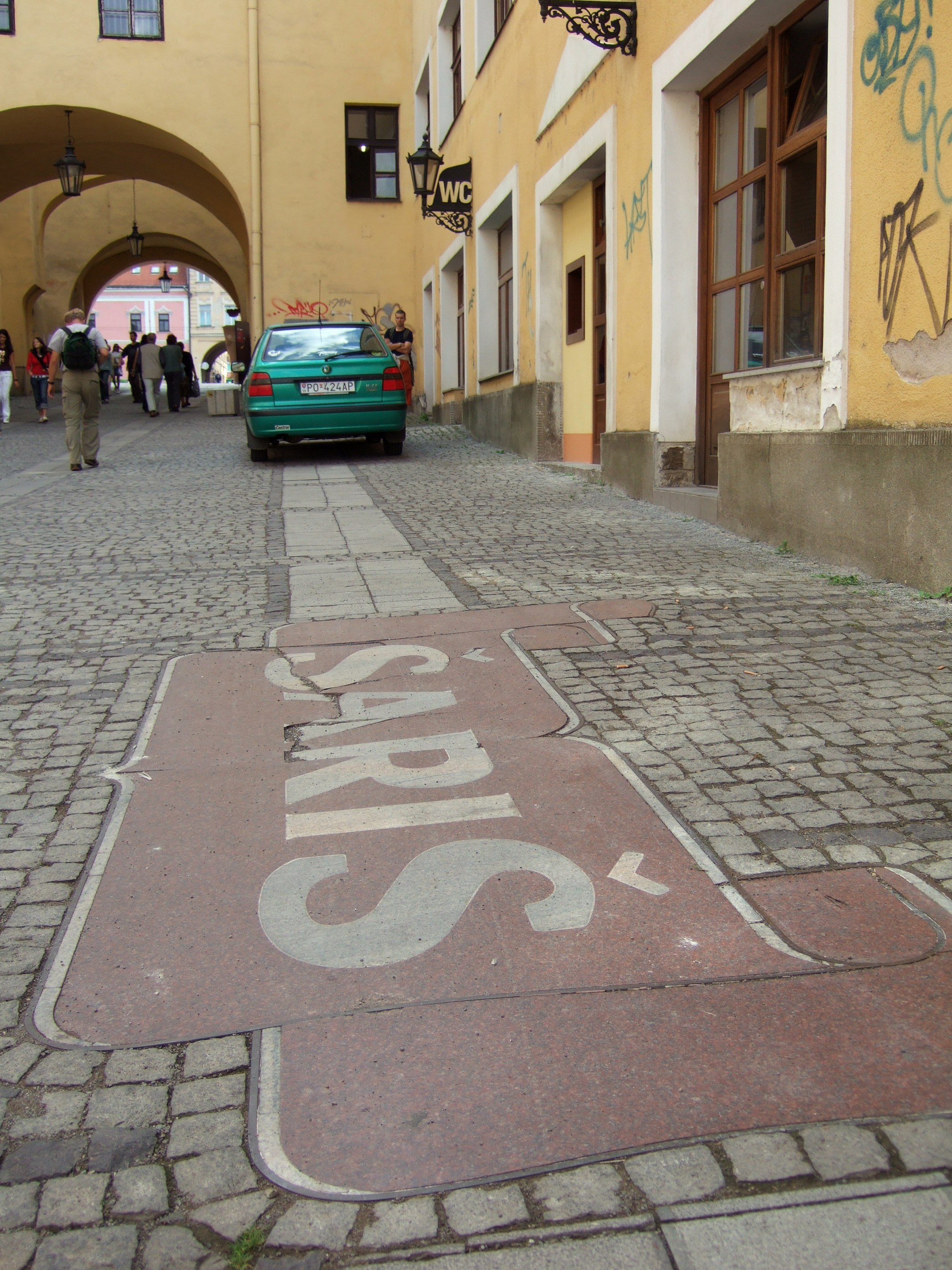
Logo browaru na chodniku w Preszowie
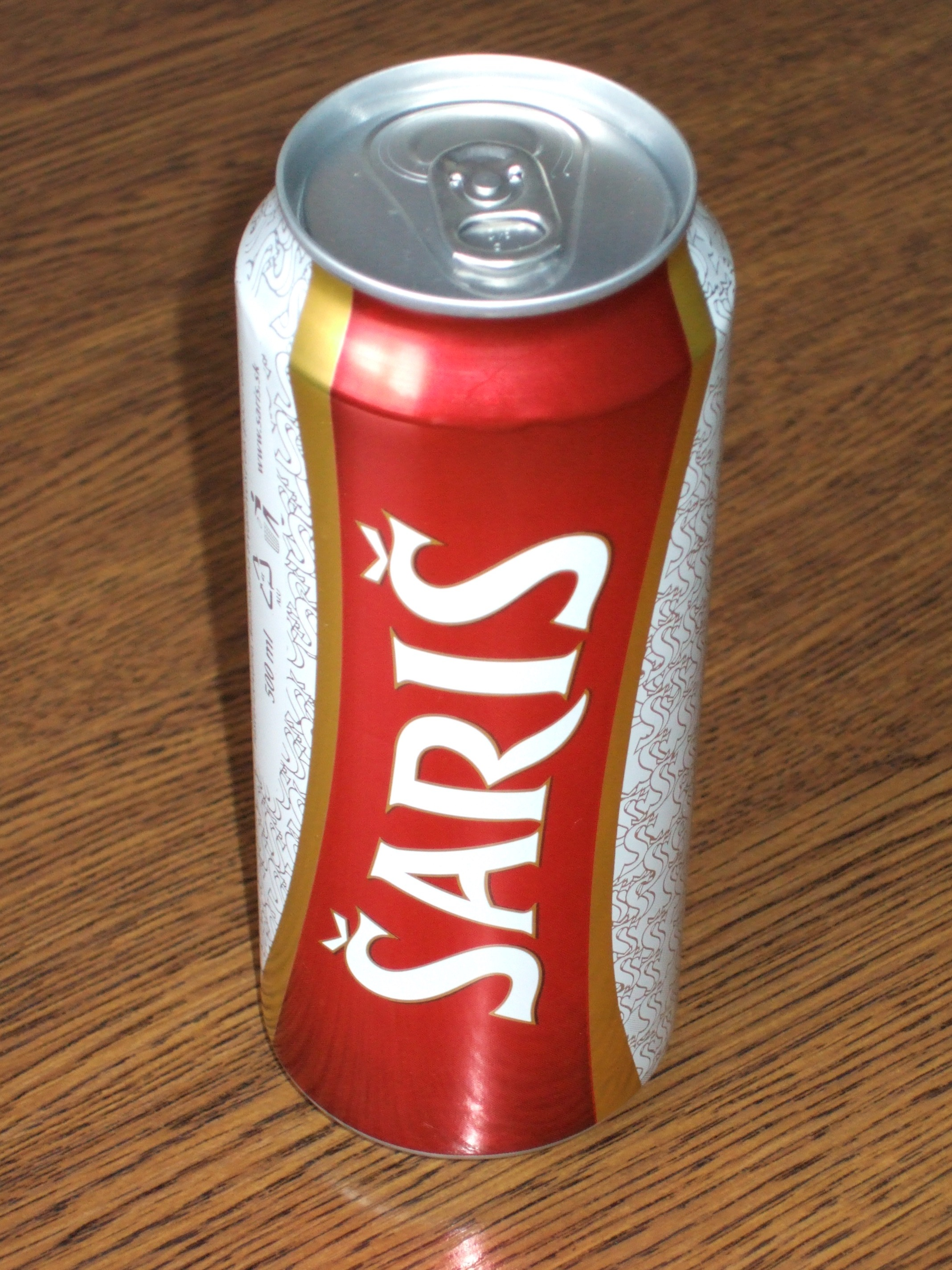
Puszka piwa Šariš
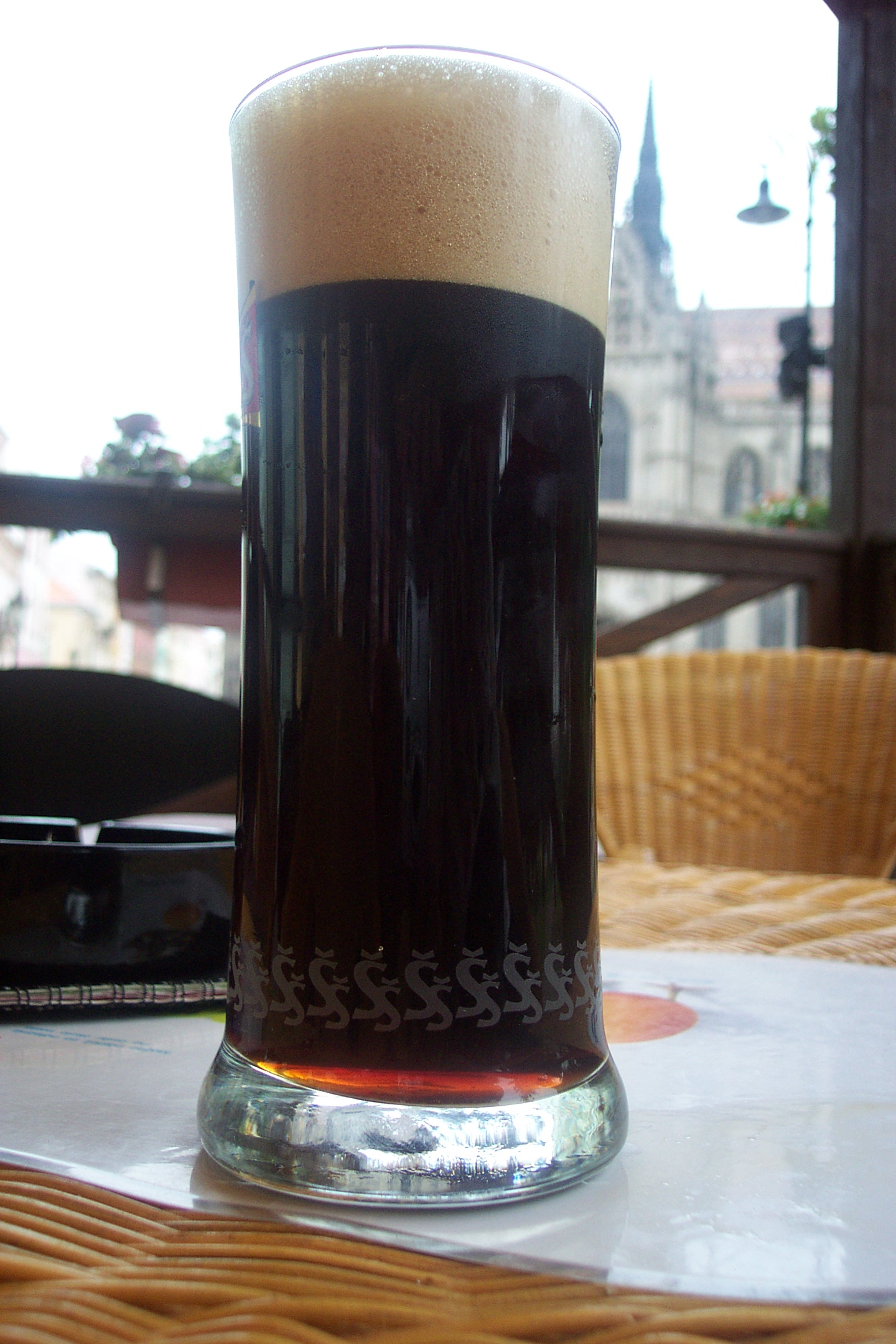
Kufel piwa Šariš Tmavý
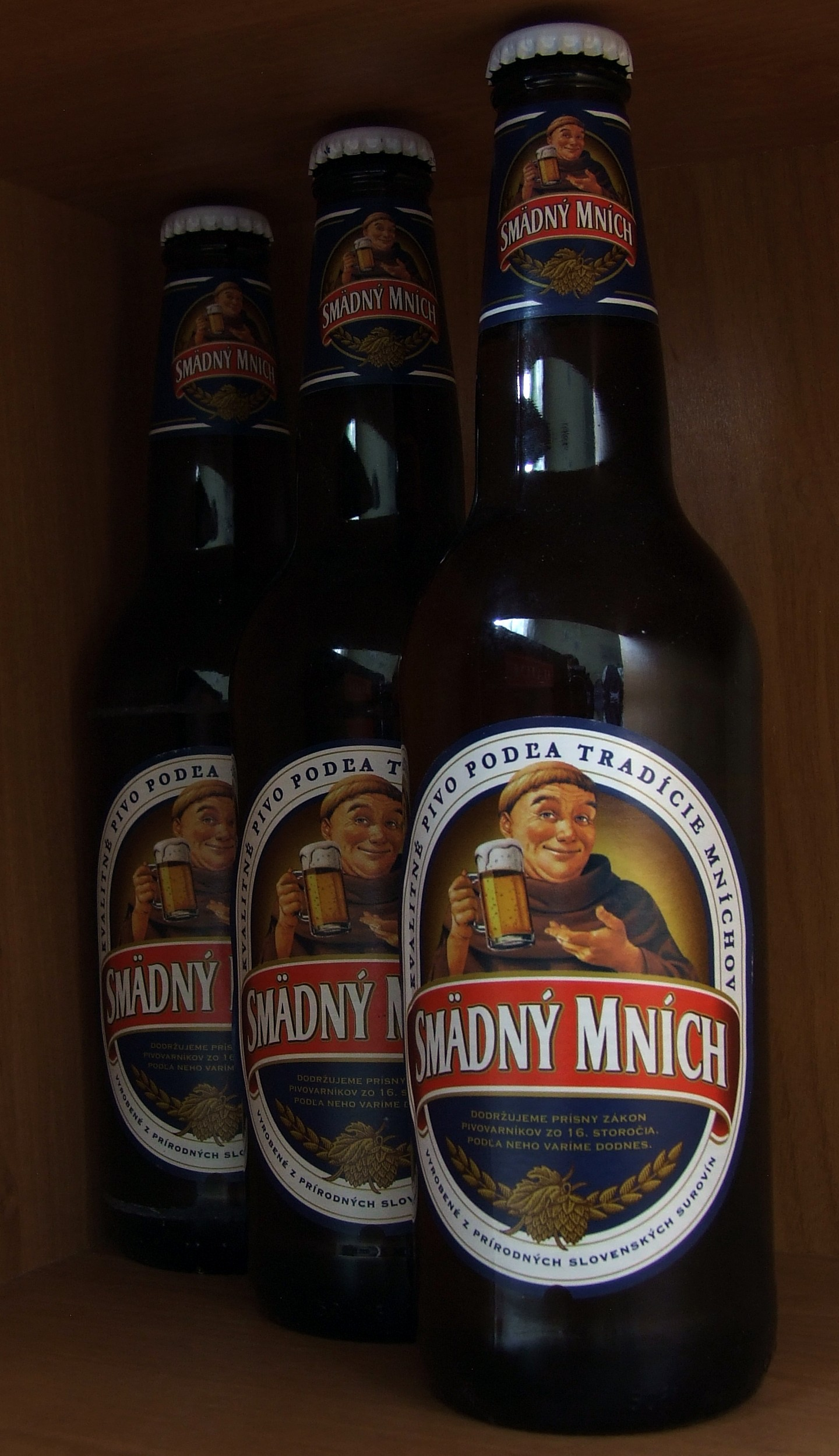
Piwa marki Smädný mních